# Örjan Wallin
Örjan Wallin, född 2 juli 1951, en svensk friidrottare (långdistanslöpare). Han tävlade för Hammarby IF.